# 座長公演
座長公演（ざちょうこうえん）は、歌手が劇場で開く興行形態を示す俗語。「特別公演」ともいう。2部制に分かれ、1部で歌、2部で余興の芝居を披露するのが通例である。数日間、長い時は一か月ほど連続公演する。

## 概要
概ね戦後に盛んになり、三波春夫の歌舞伎座公演、美空ひばりの新宿コマ劇場公演が初期の成功例である。美空ひばりの母・喜美枝が発案したものと伝わっている。
近年では声優の水樹奈々・指原莉乃など、他のジャンルでも使用される。
歌舞伎が「大芝居」と呼ばれたのに対しての宮芝居・地芝居、安来節・八木節などの地方芸能や浪曲（節劇）、大衆演劇などが原型である。

## 主に使われる劇場
- 新宿コマ劇場 - 2008年閉館。
- 明治座
- 新橋演舞場
- 歌舞伎座_(大阪)

など。

## テレビ番組
- ごきげん歌謡笑劇団（NHK総合テレビ）座長公演と同じ番組形式を採用した。

## 参考
- 『座長公演』 - コトバンク